# Seznam čeških smučarskih skakalcev
Seznam čeških smučarskih skakalcev.

## B
- Miloslav Bělonožník (1918-2010)
- Barbora Blažková

## C
- Martin Cikl

## D
- Natálie Dejmková
- Ladislav Dluhoš
- Michal Doležal
- Michaela Doležalová

## G
- Tomaš Goder

## H
- Antonin Hajek
- Jakub Hlava
- Lukáš Hlava
- Rudolf Höhnl
- Zbyněk Hubač

## I
- Anežka Indráčková
- Karolína Indráčková

## J
- Jakub Janda
- František Jež
- Jakub Jiroutek

## K
- Miloš Kadlec
- Jaroslav Kahanek
- Karel Kodejška
- Roman Koudelka
- Čestmír Kožíšek
- Robert Křenek
- Roman Křenek
- Zbyněk Krompolc

## M
- Jiří Malec
- Jan Matura
- Jan Mazoch
- Lucie Miková
- Dalibor Motejlek

## P
- Jiří Parma
- Zdeňka Pešatová
- Tomaš Plny
- Pavel Ploc
- Vladimír Podzimek
- Viktor Polášek
- Štěpánka Ptáčková
- Vladěna Pustková

## R
- Michaela Rajnochová
- Jiří Raška
- Zdeněk Remsa (1928-2019)
- Radek Rýdl

## S
- Filip Sakala
- Jaroslav Sakala
- Borek Sedlak
- Jakub Suchaček

## Š
- Filip Škarka
- Leoš Škoda
- Vojtěch Štursa

## U
- Klára Ulrichová

## V
- Bohumil Vaček
- František Vaculík
- Ondřej Vaculík
- Tomáš Vančura